# Ruth Sophia Spelmeyer-Preuß
Ruth Sophia Spelmeyer-Preuß (* 19. September 1990 in Göttingen) ist eine ehemalige deutsche Leichtathletin, die sich auf den 400-Meter-Lauf spezialisiert hat.

## Leben
Spelmeyer-Preuß ist die Tochter einer ausgewanderten Argentinierin und eines evangelischen Pfarrers. Nach bestandenem Abitur im Mai 2010 zog sie nach Hannover, um Germanistik und Philosophie zu studieren und im Sportleistungszentrum zu trainieren. Seit 2011 studiert Spelmeyer in Hildesheim Psychologie und lebt in einer Sportler-WG in Hannover. Sie gehört bis heute ihrem Heimatverein in Oldenburg an. Im Dezember 2020 heiratete Spelmeyer den Wasserball-Nationalspieler Tobias Preuß.

## Sportliche Karriere
Als Zehnjährige begann Spelmeyer beim DSC Oldenburg mit der Leichtathletik, hörte aber bald wieder auf. Mit 14 Jahren fing sie beim VfL Oldenburg erneut an, wo sich ihre Sprintfähigkeit herausstellte. Seitdem ist sie als Leistungssportlerin aktiv. Über 100 wie auch über 300 Meter wurde sie Landesmeisterin. Hinzu kam der norddeutsche Titel im 300-Meter-Langsprint.
Spelmeyer gewann bei den deutschen Jugendmeisterschaften 2008 in Berlin erstmals einen deutschen Meistertitel, damals noch über 200 Meter. 2009 wiederholte sie diesen Erfolg und wurde zudem Vizemeisterin bei den Junioren. Bei den U20-Europameisterschaften im selben Jahr belegte sie den 4. Platz über 200 Meter und wurde mit der 4-mal-100-Meter-Staffel U20-Europameisterin. Im Folgejahr bestritt Spelmeyer immer noch über die 200 Meter ihre ersten Deutschen Meisterschaften bei den Erwachsenen. Ihren ersten Lauf über 400 Meter absolvierte sie 2011 bei den Norddeutschen Meisterschaften in Celle. Dort gelang ihr in 54,91 s die Qualifikation für die Deutschen Meisterschaften 2011, bei denen sie sich zwei Wochen später mit einer Steigerung in 54,19 s auf Anhieb für das Finale qualifizierte. 2012 wurde Spelmeyer Deutsche U23-Vizemeisterin über 400 Meter.
Ihre internationale Feuertaufe hatte Spelmeyer bei der Team-Europameisterschaft 2013 in Gateshead im Nordosten Englands, bei denen sie als Schlussläuferin mit der 4-mal-400-Meter-Staffel auf den 6. Platz kam und mit der Mannschaft Vizeeuropameisterin wurde.
Nach einem 3. Platz in der Halle und einem Vizemeistertitel im Freien über 400 Meter bei den deutschen Meisterschaften im Jahr 2014, errang Spelmeyer 2015 gleich beide deutschen Meistertitel. Mit persönlicher Bestleistung von 52,04 s belegte sie im gleichen Jahr den 4. Platz bei der Universiade in Gwangju (Südkorea) über 400 Meter.
Anfang 2016 konnte Spelmeyer ihren Hallentitel wegen eines Infekts nicht verteidigen. Am 4. Juni 2016 schaffte sie bei der Sparkassen-Gala in Regensburg mit persönlicher Bestleistung von 51,92 s die Olympianorm. In Kassel wurde sie Deutsche Meisterin mit 52,17 s und sicherte sich somit wegen der erreichten Norm die Teilnahme an den Olympischen Spielen in Rio de Janeiro, wo sie im Halbfinale des 400-Meter-Laufes ausschied.
Bei den Halleneuropameisterschaften 2017 in Belgrad kam Spelmeyer mit der 4-mal-400-Meter-Staffel auf den 6. Platz. Bei den IAAF World Relays 2017 in Nassau (Bahamas) wurde die 4-mal-400-Meter-Staffel mit Laura Müller, Laura Gläsner, Lara Hoffmann und Spelmeyer nach Platz 4 im Vorlauf mit Verweis auf Regel 170.11 und eine im Vergleich zur Meldung abweichende Startreihenfolge disqualifiziert. Im nordfranzösischen Lille wurde Spelmeyer Team-Europameisterin, wozu sie durch einen 3. Platz mit der 4-mal-400-Meter-Staffel beitrug. Bei den Deutschen Meisterschaften gewann sie zum dritten Mal in Folge den 400-Meter-Lauf. Zu den Weltmeisterschaften in London wurde Spelmeyer nachnominiert, wo sie als zweitschnellste Europäerin im Halbfinale des 400-Meter-Laufs ausschied. Mit Laura Müller, Nadine Gonska und Hannah Mergenthaler kam sie in der 4-mal-400-Meter-Staffel auf den 6. Platz.
2018 musste Spelmeyer auf die Hallensaison verletzungsbedingt verzichten, später auch auf die Freiluftsaison und mithin auf die Vorbereitungen für die Europameisterschaften in Berlin.
2019 erreichte sie einen fünften Platz bei den Deutschen Meisterschaften.
2020 konnte Spelmeyer in der wegen der COVID-19-Pandemie verspätet gestarteten Freiluftsaison bei den Deutschen Meisterschaften mit Saisonbestleistung über die Stadionrunde mit Bronze wieder in die Medaillenränge aufschließen.
2021 belegte sie bei den Deutschen Hallenmeisterschaften den fünften Platz.
Spelmeyer kam vom B- in den Olympiakader des Deutschen Leichtathletik-Verbandes (DLV) und gehört nun zum Perspektivkader des DLV.
Im November 2023 verkündete Ruth-Sophia Spelmeyer-Preuß ihr Karriere-Ende.

## Ehrungen
- Oldenburger Sportler des Jahres 2015. Sie gewann die Abstimmung bei den Frauen zum vierten Mal innerhalb von fünf Jahren und ist mit ihren beiden Triumphen im Nachwuchsbereich Rekord-Einzelsiegerin der Oldenburger Sportlerwahl.[12]
- Als Niedersachsens Sportlerin des Jahres 2017 beim hannoverschen „Ball des Sports“ 2018 ausgezeichnet.[13]

## Bestzeiten
(Stand: 13. Dezember 2020)

Halle
- 60 Meter: 7,60 s, 6. Februar 2016 in Hannover
- 200 Meter: 23,90 s, 7. Februar 2016 in Hannover
- 400 Meter: 52,87 s, 21. Februar 2015 in Karlsruhe
- 4 × 400 Meter: 3:34,60 min, 5. März 2017 in Belgrad

Freiluft
- 100 Meter: 11,81 s (+0,2 m/s), 28. August 2020 in Berlin
- 200 Meter: 23,43 s (+0,8 m/s), 29. Juli 2016 in Mannheim
- 400 Meter: 51,43 s, 13. August 2016 in Rio de Janeiro
- 4 × 400 Meter: 3:26,02 min, 19. August 2016 in Rio de Janeiro

## Erfolge
national
- 2008: Deutsche U20-Meisterin (200 m)
- 2009: Deutsche U20-Meisterin (200 m)
- 2009: Deutsche U23-Vizemeisterin (200 m)
- 2010: 6. Platz Deutsche Meisterschaften (200 m)
- 2010: 3. Platz Deutsche U23-Meisterschaften (200 m)
- 2011: Deutsche Hochschulhallenvizemeisterin (200 m)
- 2011: 3. Platz Deutsche Hochschulmeisterschaften (200 m)
- 2011: Deutsche U23-Vizemeisterin (200 m)
- 2011: 7. Platz Deutsche Meisterschaften (400 m)
- 2012: 6. Platz Deutsche Meisterschaften (400 m)
- 2012: Deutsche U23-Vizemeisterin (400 m)
- 2013: 4. Platz Deutsche Hallenmeisterschaften (200 m)
- 2013: Deutsche Vizemeisterin (400 m)
- 2014: 3. Platz Deutsche Hallenmeisterschaften (400 m)
- 2014: Deutsche Vizemeisterin (400 m)
- 2015: Deutsche Hallenmeisterin (400 m)
- 2015: Deutsche Meisterin (400 m)
- 2016: Deutsche Meisterin (400 m)
- 2017: Deutsche Meisterin (400 m)
- 2019: 5. Platz Deutsche Meisterschaften (400 m)
- 2020: 3. Platz Deutsche Meisterschaften (400 m)
- 2021: 5. Platz Deutsche Hallenmeisterschaften (400 m)

international
- 2009: U20-Europameisterin (4 × 100 m)
- 2009: 4. Platz U20-Europameisterschaften (200 m)
- 2013: Team-Vizeeuropameisterin, gleichzeitig 6. Platz (4 × 400 m)
- 2014: 6. Platz Europameisterschaften (4 × 400 m)
- 2014: Team-Europameisterin, gleichzeitig 2. Platz (4 × 400 m)
- 2015: Teilnehmerin Halleneuropameisterschaften (400 m)
- 2015: Team-Vizeeuropameisterin, gleichzeitig jeweils 5. Platz (400 m und 4 × 400 m)
- 2015: 4. Platz Universiade (400 m)
- 2016: 5. Platz Europameisterschaften (4 × 400 m)
- 2017: 3. Platz Team-Europameisterin, gleichzeitig (4 × 400 m)
- 2017: 6. Platz Weltmeisterschaften (4 × 400 m)